# Aquilaria banaense
Aquilaria banaense är en tibastväxtart som beskrevs av Pham-hoang Ho. Aquilaria banaense ingår i släktet Aquilaria och familjen tibastväxter. Inga underarter finns listade i Catalogue of Life.